# Coral Way

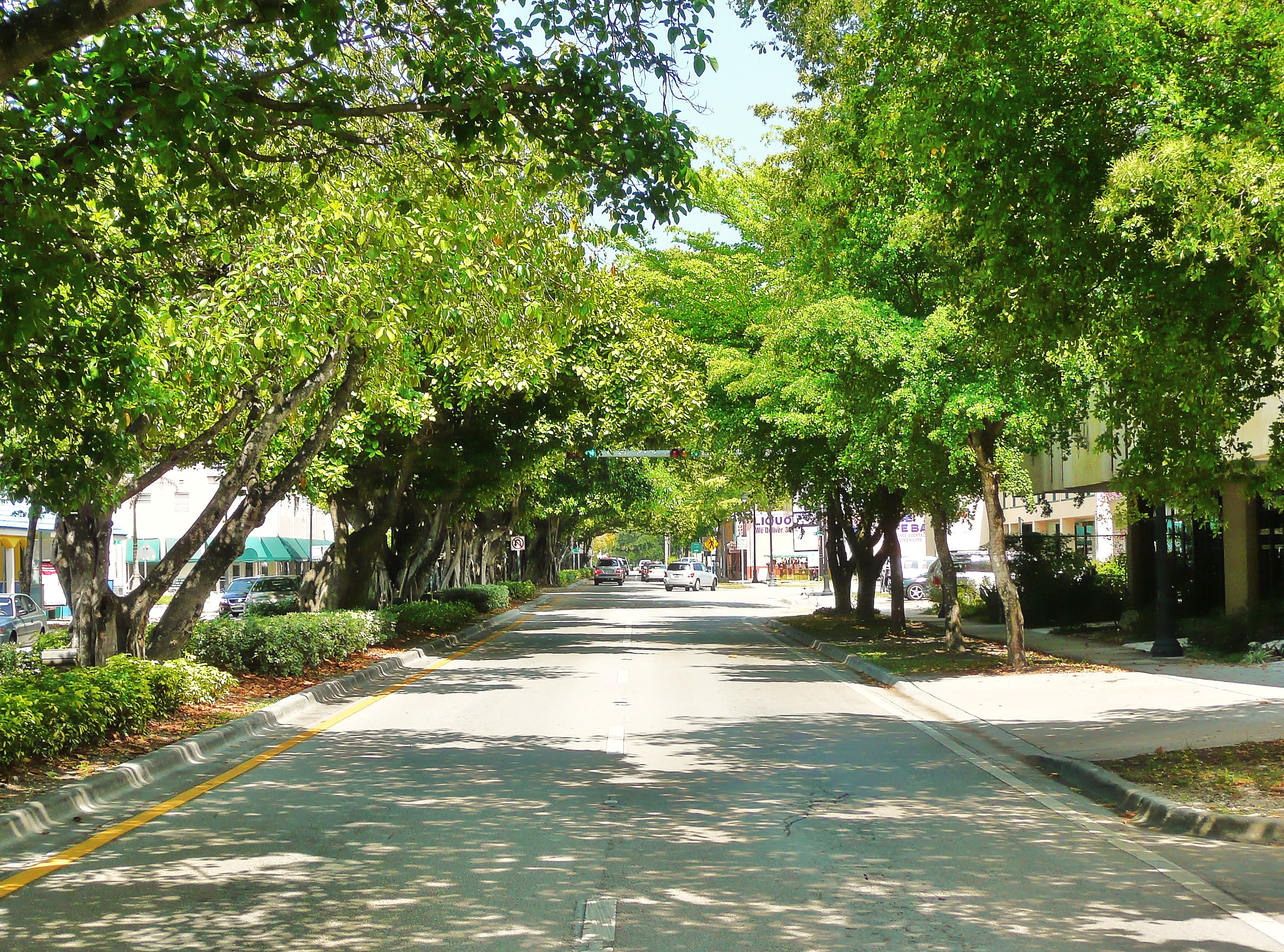
Dzielnica Coral Way ukazana na fotografii.

Coral Way – dzielnica miasta Miami, na Florydzie w Stanach Zjednoczonych. Łączy centrum Miami z miastem Coral Gables.

## Geografia
Leży na współrzędnych geograficznych 25°44′55,270″N 80°16′44,810″W/25,748686 -80,279114, na wysokości 2 m n.p.m.